# Yoshua Bengio
Yoshua Bengio OC FRS FRSC FAAAI (ur. w 1964 w Paryżu) – kanadyjski informatyk, najbardziej znany ze swoich prac nad sztucznymi sieciami neuronowymi oraz głębokim uczeniem maszynowym.
W 2018 roku był współlaureatem Nagrody Turinga. 

## Życiorys

### Dzieciństwo i rodzina
Bengio urodził się w Paryżu w rodzinie żydowskiej, która wyemigrowała z Maroka do Francji. Następnie rodzina przeniosła się do Kanady. 
Jest bratem Samy'ego Bengio, również informatyka, pracującego z sieciami neuronowymi, który jest, od 2021, starszym dyrektorem ds. sztucznej inteligencji (AI) i uczenia maszynowego (ML) w Apple.
Bracia Bengio mieszkali w Maroku przez rok podczas służby wojskowej ich ojca. Ich ojciec, Carlo Bengio, był farmaceutą i dramaturgiem; prowadził sefardyjski zespół teatralny w Montrealu, który wystawiał sztuki w języku judeo-arabskim. Ich matka, Célia Moreno, była aktorką w latach 70. na marokańskiej scenie teatralnej. Studiowała ekonomię w Paryżu, w 1980, w Montrealu, wspólnie z artystą Paulem St-Jeanem, założyła multimedialną grupę teatralną l'Écran humain.

### Edukacja
Bengio ukończył szkołę średnią w Uniwersytecie McGilla w stopniu licencjata w elektrotechnice oraz magistra informatyki.
Na podstawie dysertacji Artificial Neural Networks and Their Application to Sequence Recognition, w 1991, na Uniwersytecie McGilla uzyskał stopień doktora (ang. PhD) w dziedzinie informatyki.
Bengio doskonalił warsztat naukowy w formie studiów podoktoranckich (ang.
postdoc), jeden rok w Massachusetts Institute of Technology (pod kierunkiem Michaela I. Jordana) i kolejny rok w AT&T Bell Labs (pod kierunkiem Yanna LeCune'a i Vladimira Vapnika).

### Kariera naukowa i badania
W 1993 został wykładowcą  Uniwersytetu Montrealskiego, gdzie kieruje Montrealskim Instytutem Algorytmów Uczenia i jest współkierownikiem projektu Uczenie w Maszynach i Mózgu (ang. Learning in Machines & Brains) kanadyjskiego Instytutu Zaawansowanych Badań (ang. Canadian Institute for Advanced Research). Bengio, wraz z Geoffreyem Hintonom oraz Yannem LeCunem, jest przez wielu zaliczany do grona ojców sztucznej inteligencji i głębokiego uczenia maszynowego.
Jest profesorem Wydziału Informatyki i Badań Operacyjnych na Uniwersytecie Montrealskim oraz kierownikiem naukowym Montrealskiego Instytutu Algorytmów Uczenia (ang. Montreal Institute for Learning Algorithms, MILA).
Lista publikacji i wystąpień zawiera cv zamieszczone na stronach  Uniwersytetu Montrealskiego oraz cv na stronie Bengio.

## Odznaczenia
W 2017 został odznaczony Orderem Kanady w stopniu Oficera (OC).
W 2023 został odznaczony przez Francję Legią Honorową V klasy - w randze Kawalera (Chevalier).

## Nagrody i wyróżnienia
W 2017 został wybrany na członka Royal Society of Canada (FRSC).
W 2017 otrzymał nagrodę Marie-Victorin Quebec Prize.
W marcu 2019 Bengio, wspólnie z Yannem LeCun i Geoffreyem Hintonem, zdobyli Nagrodę Turinga za 2018.
W 2019 otrzymał nagrodę Killam Prize.
W 2020 został wybrany na członka Royal Society (FRS).
W 2020 nagrodzony wyborem na Członka rzeczywistego AAAI (Fellow AAAI).
W 2022 otrzymał Nagrodę Księżniczki Asturii wspólnie z Yannem LeCun, Geoffreyem Hintonem i Demisem Hassabisem w kategorii „Badania naukowe”.
W sierpniu 2023 został powołany do naukowej rady doradczej ONZ ds. postępu technologicznego.
W 2023 znalazł się wśród laureatów Nagrody Association for Computing Machinery (ACM) za osiągnięcia techniczne i zawodowe oraz wkład w informatykę i technologie informacyjne.
W 2023 otrzymał nagrodę Gerhard Herzberg Canada Gold Medal for Science and Engineering za jego badania, które doprowadziły do znaczących przełomów w dziedzinie sztucznej inteligencji, w szczególności w rozpoznawaniu mowy, wizji komputerowej (detekcji obiektów) i modelowaniu języka naturalnego.
W 2024 TIME Magazine umieścił Bengio na swojej corocznej liście 100 najbardziej wpływowych ludzi na świecie. 
W 2024, w Hanoi, za "swoją pionierską pracę w dziedzinie sieci neuronowych, w tym za znaczące postępy w uczeniu się reprezentacji i modelach generatywnych" został uhonorowany przez VinFuture Foundation nagrodą Grand Prize.